# Frank Hussey
Pour les articles homonymes, voir Hussey.
Francis Valentine Joseph "Frank" Hussey, né le 14 février 1905 et mort le 26 décembre 1974, est un athlète américain, spécialiste du sprint.
Troisième relayeur, il remporte le relais 4 × 100 m lors des Jeux olympiques de Paris en 1924, avec le nouveau record du monde, en 41 s 0.
Quatre ans après, il est éliminé en séries lors des sélections américaines pour les Jeux, bien qu'il soit considéré comme favori du 100 m. Il embarque comme passager clandestin sur le SS President Roosevelt où avait embarqué l'équipe olympique américaine.